# LFX mudigi
LFX mudigi（えるえふえっくす みゅーでじ）は、ニッポン放送が制作したインターネットラジオの放送局名である。地上デジタル音声放送実用化試験ではmudigiと称した。

## 概要
2000年12月1日から、BSデジタル音声放送（BSデジタルラジオ）のチャンネルLFX488で、LFX BBとして放送した。2006年3月31日にBSデジタルラジオが終了すると、LFX mudigiに改称して2006年4月3日からインターネット放送を開始した。改称前は1日3 - 4時間配信したが、変更後は配信時間を12時間に拡大した。
2007年4月1日に配信を終了し、4月2日からSuono Dolceに改称してラブソング専門放送として編成内容を一新した。

## 楽曲権利処理

### 許諾処理の変遷
LFX488が開局した2000年時分は日本国内でインターネット配信の著作権処理が未整備で、ニッポン放送の番組のサイマル配信は楽曲放送時に消音した。
『ニッポン全国ヨッ!お疲れさん!』で吉田尚記がパーソナリティを担当する曜日に、一部インディーズアーティストの楽曲の使用許諾を得てLFX488とインターネットでサイマル放送した。2001年4月に前述の『お疲れさん!』を改題して開始した『ブロードバンド!ニッポン』は、LFX488とインターネットでサイマル放送する条件でレコード会社と個別に許諾を得た。
当時：同局デジタル&イベント局デジタルコンテンツ部長で現：代表取締役社長である檜原麻希は「著作権は、JASRAC間とのインタラクティブ配信のルールにしたがって処理をしていたが、これだけでは権利許諾は不十分。JASRACが管理しない、コンテンツ制作したレコード会社、演奏家等に発生する隣接権をクリアするために、「権利者との個別交渉による許諾」」作業を実施した。放送開始時点で許諾を得たレコード会社は「ソニー・ミュージックエンタテインメント」と「東芝EMI」のみであったが、やがてヒット曲の7 - 8割を網羅した。
2006年10月8日から実演家著作隣接権センターが業務を開始して全レコード会社の楽曲が使用可能になった。

### 楽曲許諾取得変遷
集中管理の開始以降も、渡辺音楽出版、ジャニーズ出版、ホリプロ、スマイルカンパニーが原盤権利を管理する楽曲は個別の許諾を要した。
2001年4月以降
- エイベックス・エンタテインメント
- ソニー・ミュージックエンタテインメント
- 東芝EMI
- 日本クラウン
- BMG JAPAN
- ドリーミュージック
- アップフロントワークス
- ポニーキャニオン
- アディング

2006年4月15日時点※上記追加分
- コロムビアミュージックエンタテインメント
- ユニバーサルミュージック
- ヤマハ音楽出版

2006年6月25日時点※上記追加分
- ワーナーミュージック・ジャパン

## 配信した番組一覧

### サービス終了時点
- あなたのジュークボックス （月 - 金 9:00 - 16:00、土日 9:00 - 14:00、19:00 - 21:00）音声のみ配信
- THE MUSIC CRUISE （火木金 16:00 - 18:00 、月水 17:00まで、土日 17:00 - 19:00）音声のみ配信
- ブロードバンド!ニッポン （月 - 金 18:00 - 21:00、月水 17:00 - 18:00、土日 14:00 - 17:00）動画付き配信

## 関連リンク
- “LFX ニッポン放送ブロードバンドWebサイト”. 2007年4月5日時点のオリジナルよりアーカイブ。2018年4月1日閲覧。
- “LFX ニッポン放送ブロードバンドWebサイト”. 2005年10月24日時点のオリジナルよりアーカイブ。2018年4月1日閲覧。(現在オリジナルサイトはFXビギナースのホームページになってる。)